# Klassrumskarta

Den franska Geografilektionen, 1887, av Albert Bettannier (1851–1932).

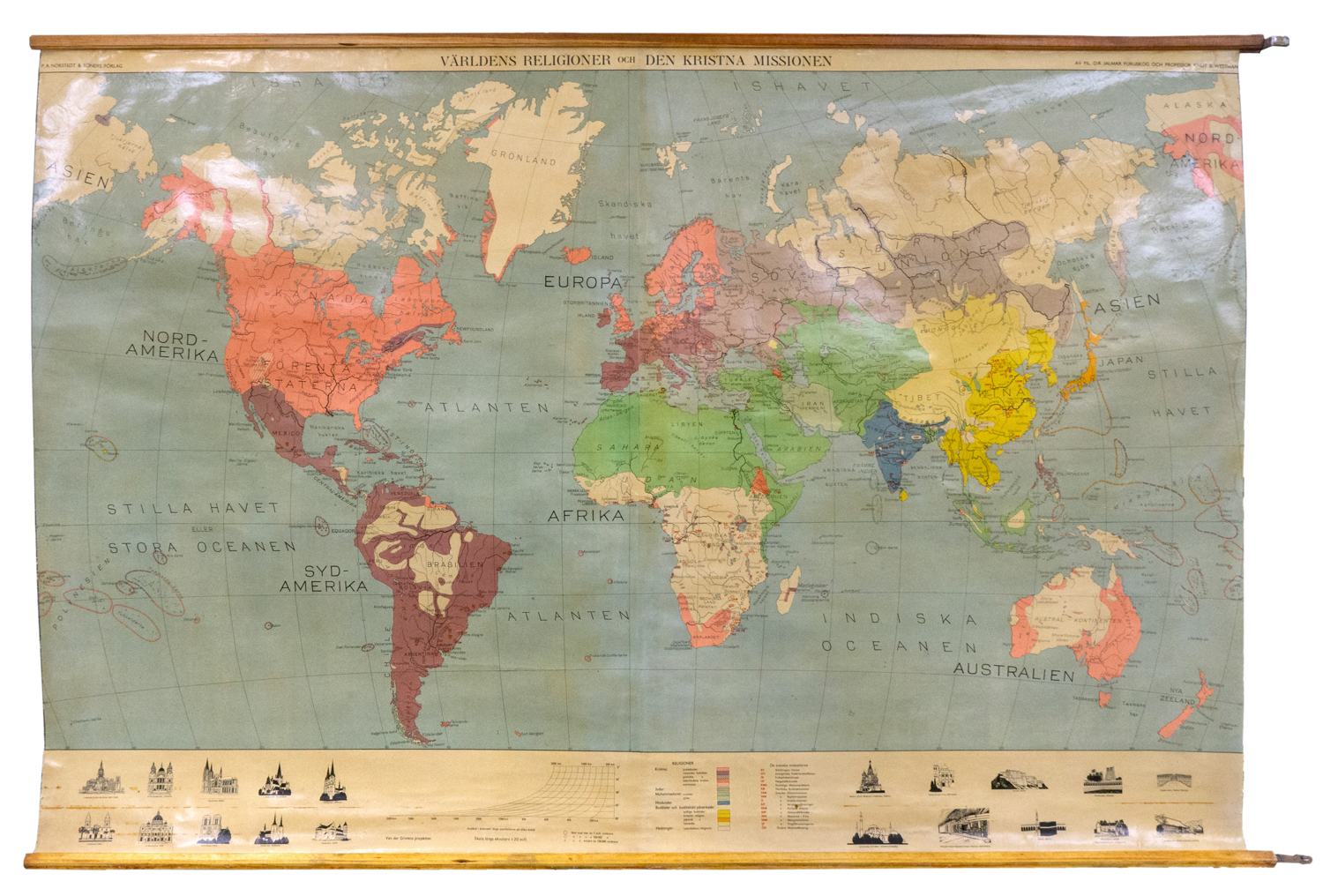
Rullad skolkarta, temakarta över "Världens religioner och kristna missionen" efter Jalmar Furuskog och Knut B. Westman, från Sörmlands museums samlingar och tidigare i Vasaskolan i Strängnäs. Tryck på vaxat papper och monterat på textil. 2,10 meter x 1,40 meter. Utgiven av P.A. Norstedt & Söner, 1900-talets första hälft.

Klassrumskarta, eller skolväggkarta, är en, vanligen rullbar, karta i stort format, som är uppfordrad på väv eller robust papper. Den är redigerad för pedagogiska ändamål för att användas i klassrumsundervisning, upphängd på en ställning eller på väggen. Den är – liksom skolplanschen – ett av de tidigaste standardiserade visuella hjälpmedlen i grund- och fortsättningsskolan. 
Skolkartorna och -planscherna var läromedel som framför allt var allmänt förekommande under andra hälften av 1800-talet och de första decennierna på 1900-talet. Tidiga klassrumskartor skapades av den tyske  militärkartografen Emil von Sydow, som undervisade i geografi vid officersskolan i Erfurt Han lanserade 1838 en serie vad han kallade "metodiska skolatlaser" med en väggkarta över Asien. Kartorna gavs ut Justus Perthes förlag i Gotha. Det fysiska färgschemat för höjdskikt i skolkartografi, som fortfarande används internationellt idag, kan spåras tillbaka till Emil von Sydow: blå nyanser för havsdjup, grönt för platt mark och gult till rött för kuperade områden och höga berg. 
I Sverige var skolläraren Magnus Roth en pionjär inom den svenska skolkartografin. År 1877 utgav A.V. Carlssons förlag den första upplagan av Roths skolatlas, vilken därefter trycktes i nya reviderade upplagor fram till mitten av 1900-talet. Han redigerade därefter ett antal väggkartor för skolbruk.
Användningen påverkades av utbyggnaden av lägre allmän utbildning - i Sverige i samband med folkskolestadgan 1842 - och att individuella läromedel ännu inte fanns i någon större utsträckning under 1800-talet. Utgivningen i Sverige var fortfarande omfattande på 1930-talet, samtidigt som sortimentet utökades med nya slags kartor. Kartorna dittills kunde ha betoning på naturgeografi och vara topografiska, eller tematiska med betoning på kulturgeografiska aspekter. Nya kartor på 1930-talet kunde visa en kombination av natur- och kulturgeografiska objekt i samma kartbild.
Från andra hälften av 1900-talet började planscher och väggkartor försvinna från klassrummen till följd av att fler individuella läroböcker fanns till hands samt på grund av införande av nya typer av visuella, audiella och audiovisuella läromedel.

## Bildgalleri

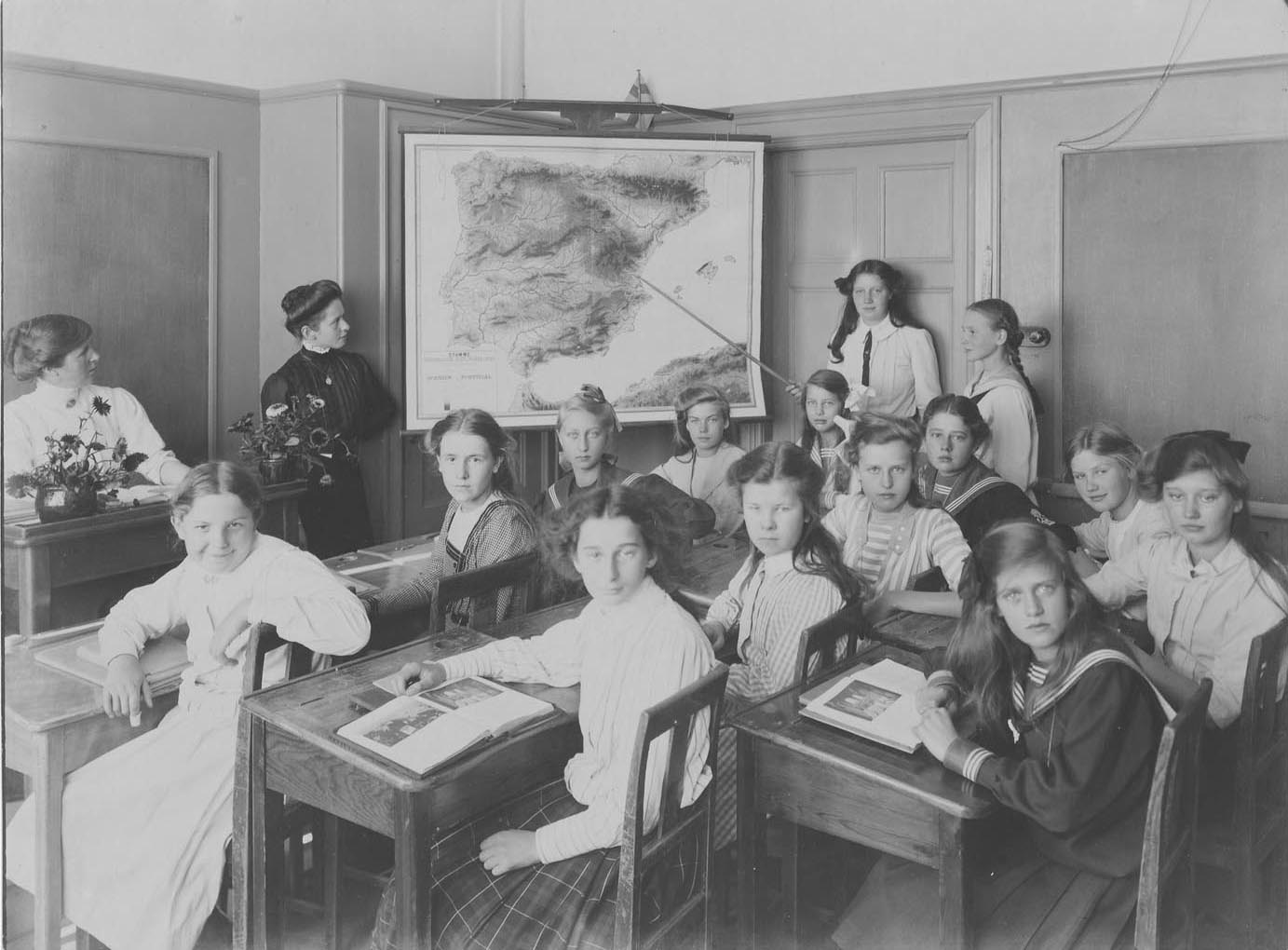
Geografilektion i Anna Sandströms skola i Stockholm, med karta över Iberiska halvön, 1911.
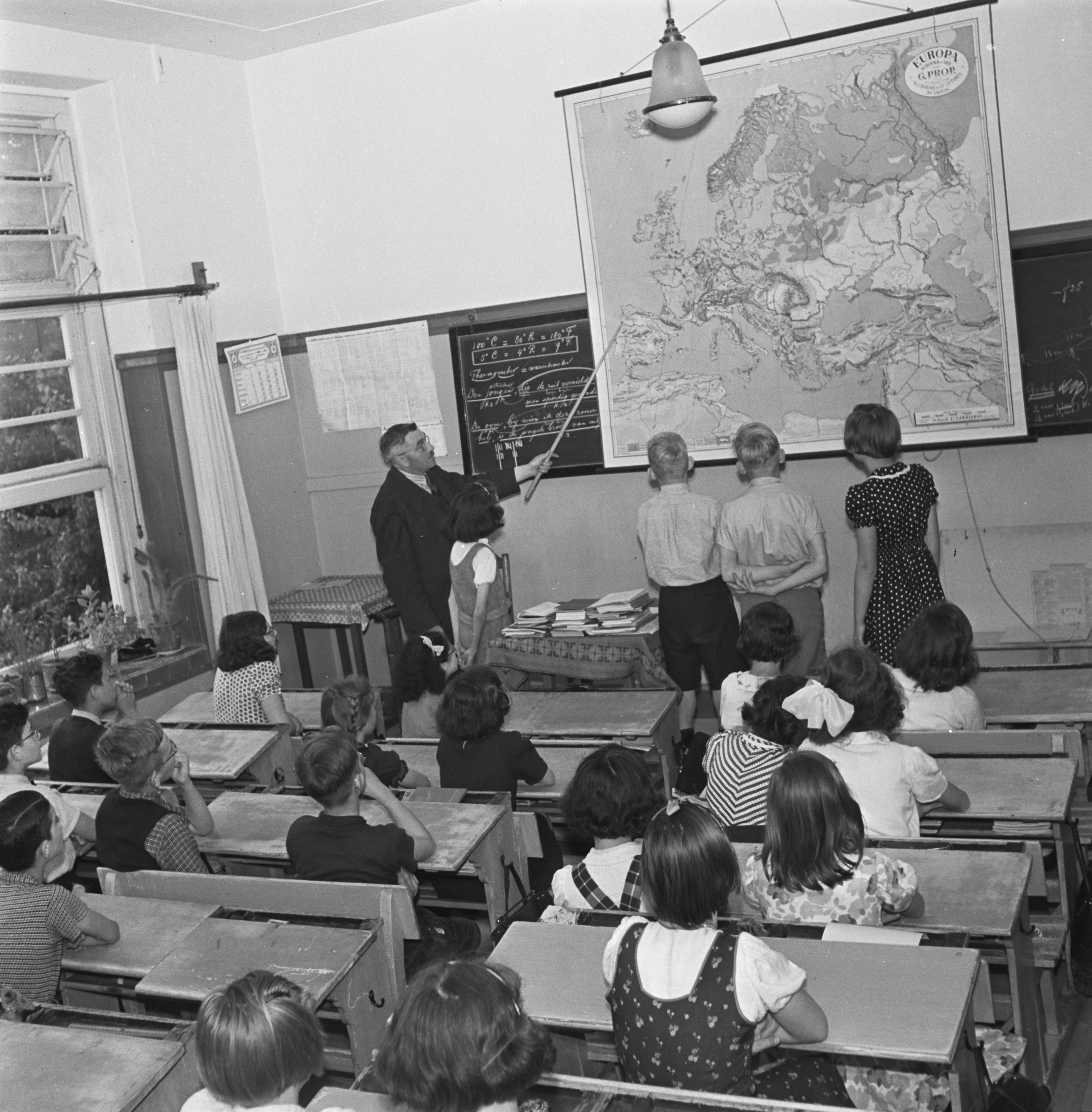
Klassrum i nederländsk skola, 1946, med karta över Europa utarbetad av Gerrit Prop. Foto: Cas Oorthuys.
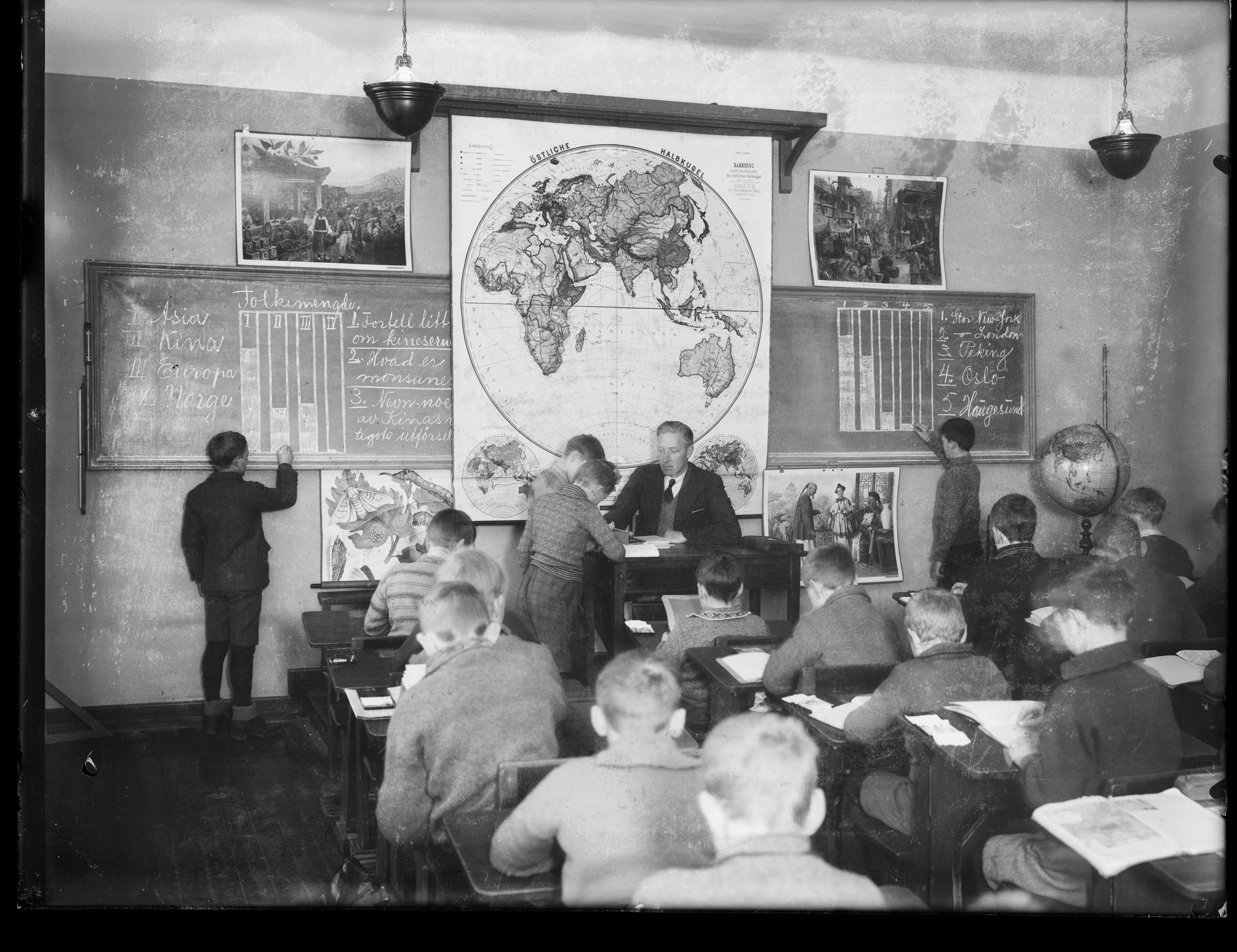
Klassrum i Norge, med tysk världskarta från Bamberger Verlag, 1900-1930.
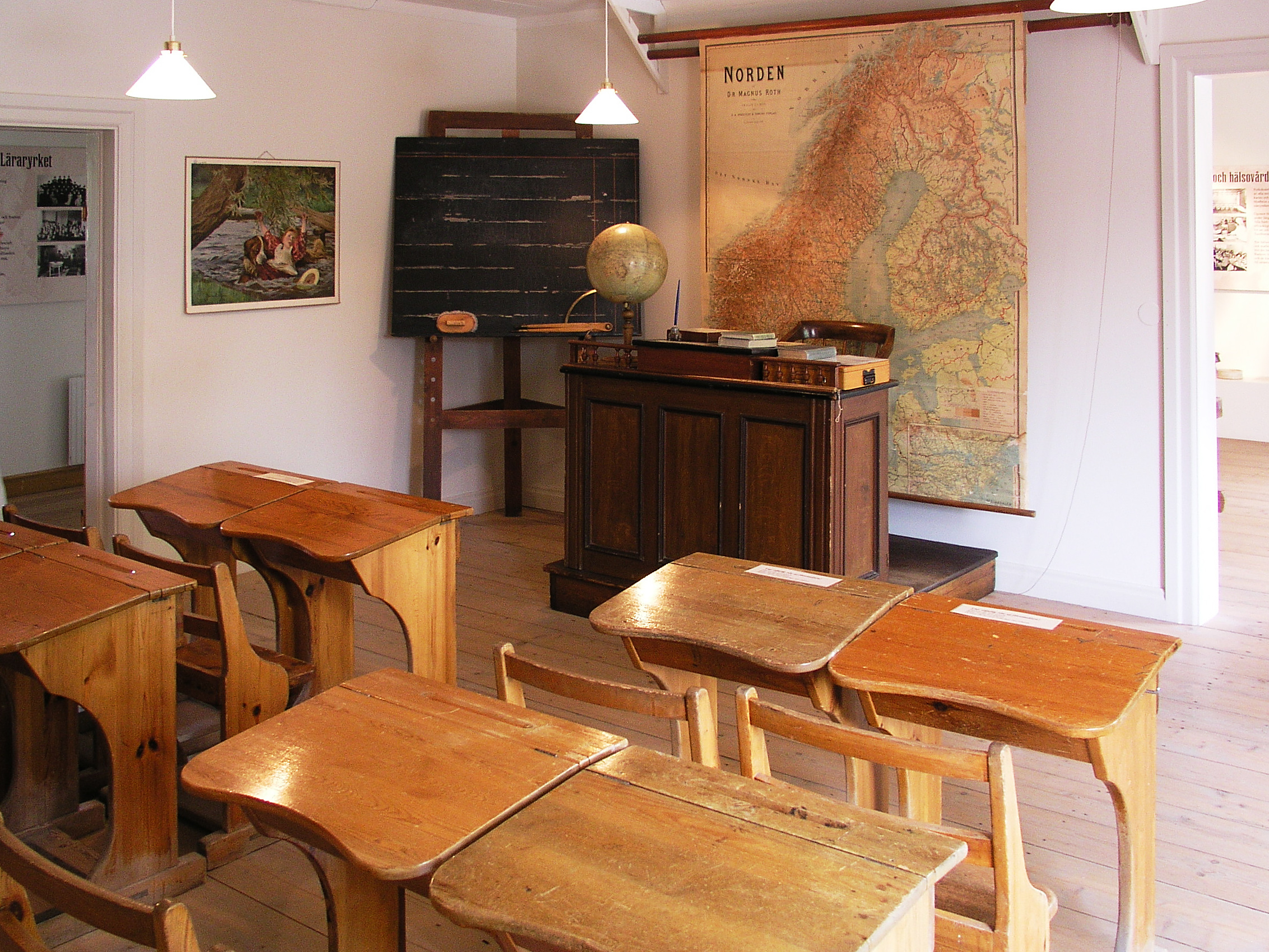
Folkskoleklassrum i Gamla Linköping, med med Nordenkarta.
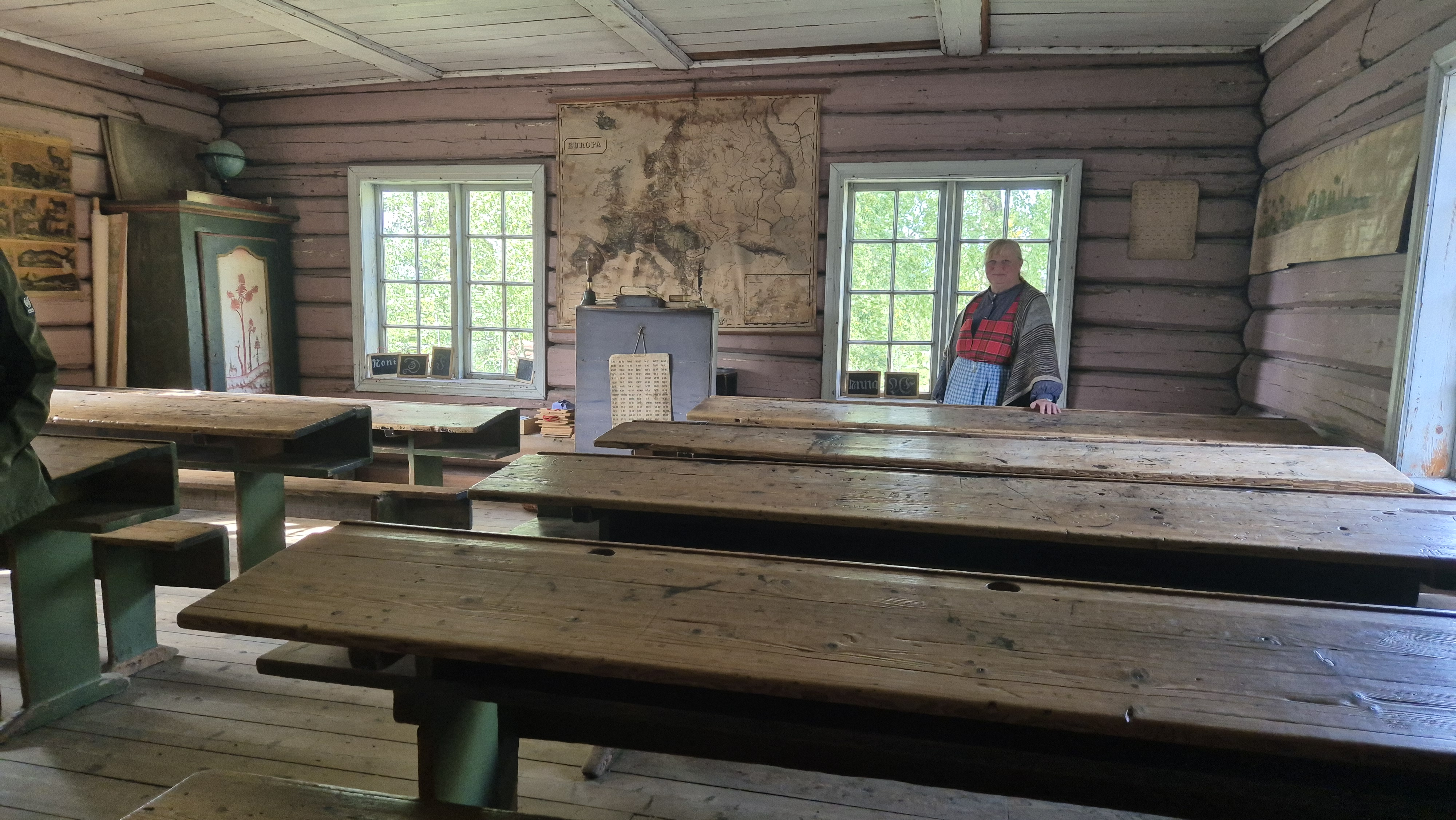
Klassrum på det norska friluftsmuseet Maihaugen i Lillehammer, med väggkarta över Europa.
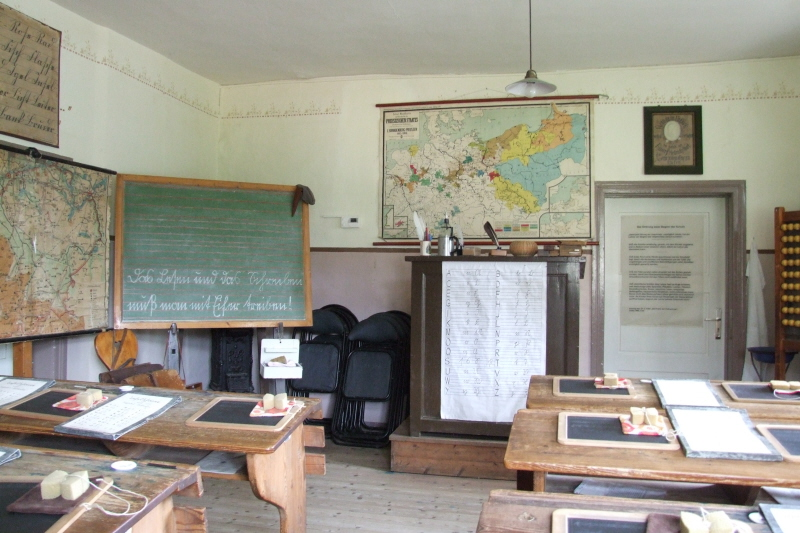
Klassrum i det tyska skolmuseet i Reckahn i delstaten Brandenburg, med karta över Preussen.
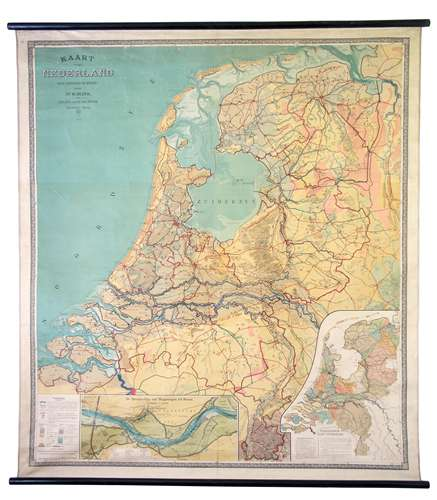
Väggkarta över Nederländerna, utarbetad av geografiläraren Hendrik Blink (1852-1931), utgiven 1894, 178 x 156 cm.
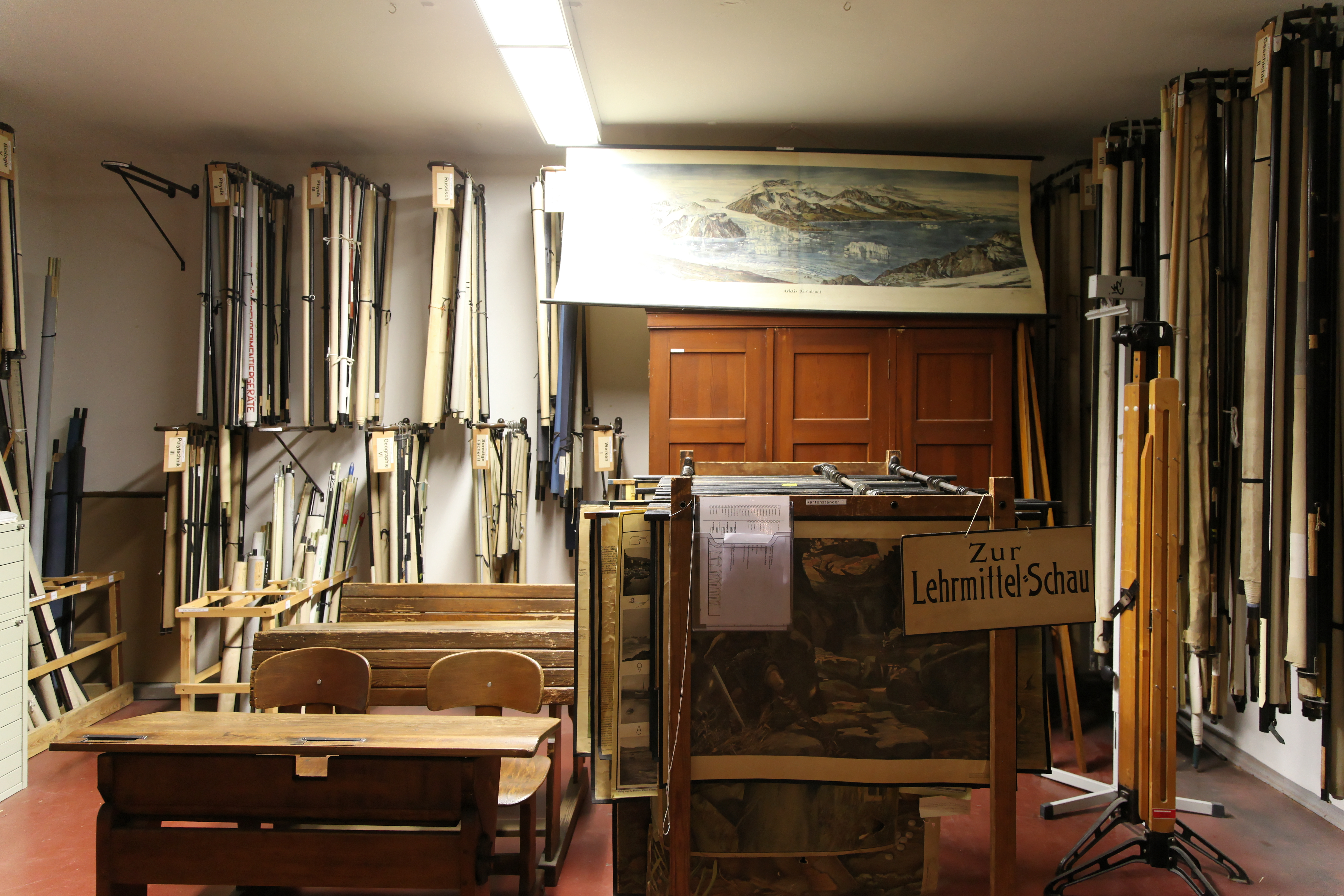
Förvaringsrum för skolkartor och -planscher på Gördelerrings skolmuseum i Leipzig.
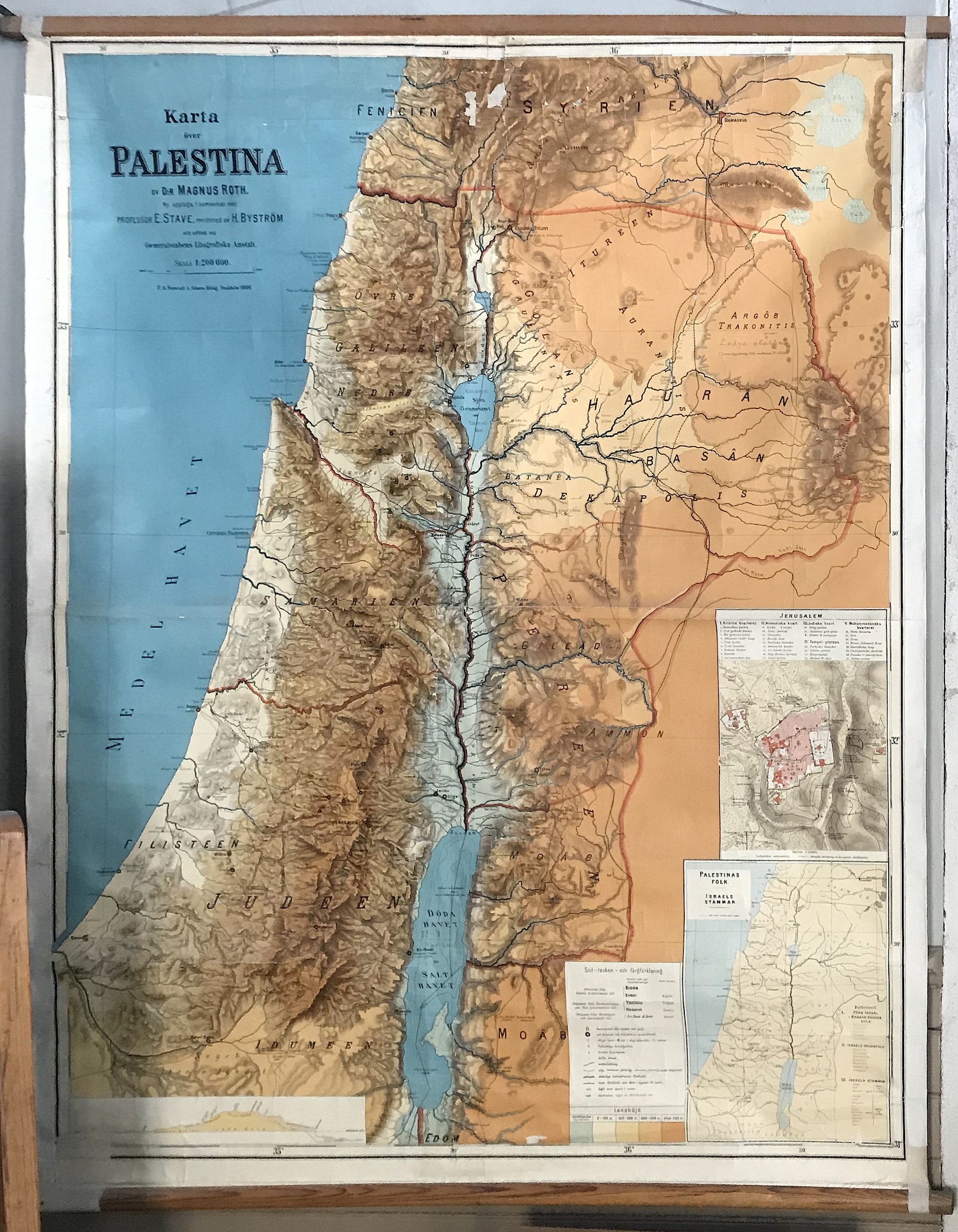
Klassisk svensk skolkarta över Palestina, utarbetad av Magnus Roth i samarbete med Erik Stave och Axel Herman Byström, Skansens skolmuseum.